# Drinker nisti
Drinker là một chi khủng long, được Bakker Galton Siegwarth & Filla mô tả khoa học năm 1990.